# Philipp von Wintzingerode
Philipp von Wintzingerode (* 4. Februar 1812 in Hanau; † 8. April 1871 in Kassel) war ein deutscher Politiker und leitete vorübergehend das kurhessische Außenministerium.

## Herkunft
Seine Familie stammte aus dem heute thüringischen Eichsfeld. Er war der jüngste Sohn des hessen-kasselschen Kammerrates Levin von Wintzingerode (1768–1813) und der Amalie Luise geb. von Motz (1776–1840). Seine Brüder waren der spätere Staatsminister Friedrich von Wintzingerode (1799–1870), der preußische Generalmajor Adolph von Wintzingerode (1801–1874) und der Regierungspräsident Heinrich Freiherr von Wintzingerode (1806–1864). Sein Vater war Gutsherr in Oberurff im heutigen Schwalm-Eder-Kreis.

## Leben
Er begann 1830 an der Philipps-Universität Marburg Staatswissenschaft und Rechtswissenschaft zu studieren und wurde dabei im Corps Teutonia zu Marburg aktiv. Als Inaktiver wechselte er an die Ruprecht-Karls-Universität Heidelberg. 1835 begann er den kurhessischen Staatsdienst mit dem Referendariat beim Kreis Hanau. 1844 wechselte er zum Kreis Marburg. 1848 war er Regierungsrat und Vortragender Rat im kurhessischen Innenministerium.
Kurfürst Friedrich Wilhelm I. war im Zuge der Deutschen Revolution 1848/1849 gezwungen gewesen, ein liberales Kabinett einzusetzen, dessen Außenminister Wilhelm Schenck zu Schweinsberg war. Der ultra-konservative Kurfürst versuchte, diese „revolutionäre“ Regierung zu boykottieren – indem er zum Beispiel die ihm zugesandten Akten nicht bearbeitete und die Minister provozierte – und zum nächstmöglichen Zeitpunkt loszuwerden. Ein erster Versuch im September 1849, die Minister zu entlassen, scheiterte, weil für sie so schnell kein Ersatz zu beschaffen war, und er musste das sogenannte „Märzministeriums“ noch bis 1850 weiter amtieren lassen. Nur Schenck zu Schweinsberg, den der Kurfürst für einen „Radikalen“ hielt, wurde sofort entlassen. In der Nachfolge wurde Philipp von Wintzingerode für die Restamtszeit des „Märzministeriums“ Provisorischer Vorstand des Außenministeriums. Als es dem Kurfürsten Ende Februar 1850 gelang, unter Ludwig Hassenpflug ein Kabinett mit der gewünschten reaktionären Ausrichtung zu etablieren, wurde das „Märzministerium“ entlassen und mit ihm auch Philipp von Wintzingerode. 1850 wurde er für die Höchstbesteuerten des Bezirks Kassel in die Kurhessische Ständeversammlung berufen.
Zunächst im Wartestand, wurde er ab 1852 der Regierungskommission für Schmalkalden zugeteilt. Er schied auf eigenen Wunsch 1854 aus und trat als Kultus- und Justizminister in die Dienste des Großherzogtums Sachsen. Nach dem durch den Deutschen Krieg ausgelösten Untergang des Kurfürstentums Hessen war er von 1869 bis 1871 Landesdirektor im (nun preußischen) Regierungsbezirk Kassel.
Philipp von Wintzingerode erbte das Gut Oberurff und besaß Bubenrode (Malsfeld). Er war verheiratet mit Marianne geb. von Berlepsch.

## Familie
Er heiratete im Jahr 1844 Marianne von Berlepsch (* 18. Februar 1827). Das Paar hatte mehrere Kinder:
- Hermann Friedrich (* 7. September 1846)
- Adolf Ernst Lewin (* 12. Oktober 1850)